# 羽岡邦男
羽岡 邦男（はおか くにお、1960年9月12日 - ）は、日本の心理学者。博士（政治学、明治大学）。管理栄養士。日本心理学会認定心理士。元アナウンサー。

## 来歴・人物
兵庫県神崎郡市川町出身。東京都立練馬高等学校、神戸学院大学栄養学部を卒業後、大阪市内の広告会社に入社。その後、東京の広告会社に転職した（1997年4月退職）。1997年に北海道医療大学看護福祉学部（臨床心理専攻）3年次に編入学する。卒業後の1999年に明治大学大学院政治経済学研究科政治学専攻（社会学専修）に入学、主に労働者のストレス・メンタルヘルスについて研究を続け、2007年3月に同大学から博士（政治学）の学位を授与される。博士学位請求論文の表題は『労働ストレス評価方法の再構築 (Rebuilding of job stress assessments)』。
現在は北里大学医療衛生学部非常勤講師（産業・組織心理学担当）、明治大学政治経済学部兼任講師(現代心理学担当)。
主な研究分野は産業・組織心理学（労働ストレスとメンタルヘルス）、産業精神保健学で、最近では特に「職場うつ病」に関する啓蒙活動や、うつ病患者の職場復帰支援というテーマに取り組んでいる。

## 所属学会・団体
産業・組織心理学会、日本産業ストレス学会、人材育成学会、日本認定心理士会、埼玉県精神保健福祉協会